# گیلبرت بیشاف
گیلبرت بیشاف (انگلیسی: Gilbert Bischoff؛ زادهٔ ۲۹ سپتامبر ۱۹۵۱) دوچرخه‌سوار اهل سوئیس است.